# توماس ژوانت
توماس ژوانت (انگلیسی: Thomas Jouannet؛ زادهٔ ۳۰ سپتامبر ۱۹۷۰) بازیگر تئاتر، بازیگر سینما، و بازیگر تلویزیون اهل سوئیس است.